# غارة شمالية
غارة شمالية أو حاسوم شمالي (الاسم العلمي: Sillago sihama)، سمكة بحرية من فصيلة الحاسوميات. توجد في منطقة المحيط الهادئ الهندي من جنوب إفريقيا في الغرب إلى اليابان وإندونيسيا في الشرق، كما أصبحت من الأنواع الغازية إلى البحر الأبيض المتوسط من خلال عبورها قناة السويس. تقطن الغارة الشمالية المناطق الساحلية إلى 60 م، ولكن غالبًا ما توجد في المياه الضحلة حول الخلجان ومصبات الأنهار، وغالبًا ما تدخل المياه العذبة. وهي آكلة اللحوم، وتتغذى على مجموعة متنوعة من القشريات. هذا النوع له أهمية اقتصادية كبيرة في جميع أنحاء منطقة المحيط الهادئ الهندي. وغالبًا ما تُصطاد عن طريق شبكات الصيد السيالية وشبكات الجرافة وتسوق طازجة.